# Flugzeugabsturz über Schwaben (1943)
Der Flugzeugabsturz über Schwaben im Jahr 1943 war eine größere Flugzeugkollision während des Zweiten Weltkriegs. Am 28. Juni starteten nachmittags insgesamt 33 Heinkel He 111-Bomber der II. Gruppe des Kampfgeschwaders 53 zu einem Formationsflug über Schwaben vom Militärflughafen Gablingen aus.
Während des Flugs in Richtung Westen gerieten sechs Flugzeuge in eine dichte, plötzlich aufziehende Wolkendecke. Die Piloten verloren den Sichtkontakt, und ihre Maschinen kollidierten in der Luft. Es folgte eine Explosion und brennende Flugzeuge stürzten über den Stauden in die Tiefe. Zwei Bomber schlugen im Wald östlich von Schloss Seyfriedsberg bei Bauhofen auf, während drei Flugzeuge auf Langenneufnacher Flur abstürzten. Ein Flugzeug konnte auf dem Flugfeld Lechfeld notlanden.
Bei dem Unfall kamen 18 Soldaten ums Leben, darunter der 20-jährige Reinhold Buttchereit, das jüngste der Opfer, sowie Oberleutnant Karl Novy aus Wien, der mit 34 Jahren der älteste war. Aus den Trümmern der ausgebrannten Maschinen wurden verkohlte Leichen geborgen und auf den Feldern lagen neben Flugzeugteilen auch Überreste menschlicher Körper.
Lediglich zwei Besatzungsmitglieder, der Bordschütze Ewald Gruhn und der Funker Friedrich Brinkmann, überlebten den Absturz. Es wurde auch berichtet, dass ein Soldat den Absprung mit dem Fallschirm geschafft und auf einem Birnbaum in Siegertshofen gelandet sei. Die Wrackteile wurden von Mitgliedern des Reichsarbeitsdienstes aus Thannhausen in tagelanger Arbeit gesammelt und im Bahnhof Langenneufnach für den Transport nach Augsburg auf Bahnwaggons verladen, während die Absturzstellen bewacht wurden.
Ein Holzkreuz im Wald erinnert noch heute an den Unfall und dient als Ort des Gedenkens. Die genauen Umstände und Details des Absturzes werden durch die Recherchen von Werner Bischler von der Militärgeschichtlichen Sammlung Lechfeld dokumentiert und bewahrt.